# Google Blogoscoped
Google Blogoscoped es un blog escrito por Philipp Lenssen que abarca el motor de búsqueda de la empresa Google desde 2003.
Blogoscoped informa principalmente sobre las versiones de los productos de Google, pero también ofrece consejos, tutoriales y pistas de los proyectos de la compañía de Mountain View. Si bien el blog se centra en Google, del que "Contiene un 80%" sellado, representa el hecho de que Lenssen también escribe acerca de otras cosas que le interesen incluidos otros motores de búsqueda, desarrollo web, asuntos mundiales e incluso personajes de cómics.
Lenssen, de Stuttgart, Alemania, y coeditor de Tony Ruscoe, Roger Browne escriben la gran mayoría de los posts. Pasando a los co-bloggers incluidos Colin Colehour, Terrence Gordon, Tadeusz Szewczyk, Mark Malseed, Justin Pfister, Seth Finkelstein, Brinke Guthrie, Ludwik Trammer y Ionut Alex. El blog tiene un activo foro que contiene los cpmentarios sobre los posts y ayuda a sus colaboradores para compartir consejos sobre los productos entrantes de Google. Se conoce que varios Googlers han participado en estas discusiones, incluyendo a Matt Cutts, Kevin Fox, Adam Lasnik, Mihai Parparita y Pamela Fox.
Este está vinculado al blog oficial de Google como parte de la sección "What We're Reading", y esta consistentemente en la lista de los top 100 blogs de Technorati.
John Battelle incluyó el sitio web en su libro del 2005 acerca de Google, la búsqueda.
En el 2006 Lenssen escribió también el libro '55 Ways to Have Fun with Google' (55 Maneras de divertirse con Google, en español). El libro fue creado fuera del blog Google Blogoscoped y está disponible bajo licencia Creative Common.
En abril de 2008, Lenssen publicó el libro 'Google Apps Hacks'. Este presenta trucos, soluciones y consejos indocumentados para Google Docs, Gmail, Google Calendar y otras aplicaciones de Google.